# درای ران (ویرجینیای غربی)
درای ران (به انگلیسی: Dry Run) یک منطقهٔ مسکونی در ایالات متحده آمریکا است که در شهرستان پندلتن، ویرجینیای غربی واقع شده‌است.